# Inkoust

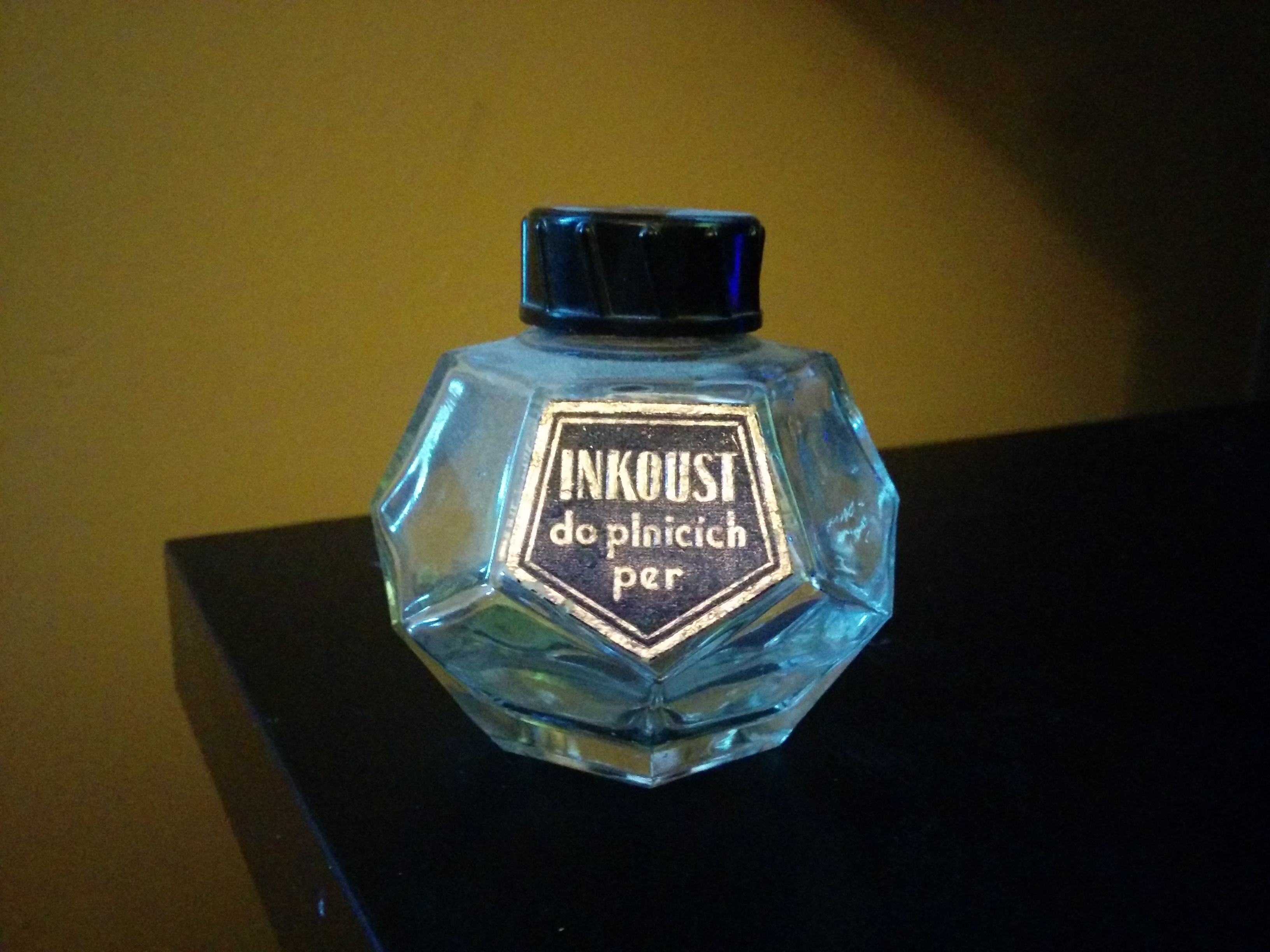
Prázdná lahvička inkoustu

Inkoust je tekutá psací látka obsahující pigment (nerozpustný ve vodě), nebo barvivo (rozpustné ve vodě), na podklad se nanáší brkem, štětcem, či perem. Inkoust používají i inkoustové počítačové tiskárny.

## Historie inkoustu
Inkoust se používal již ve starověkém Egyptě (převážně černý a červený) či Číně. Černý vznikl spálením organických materiálů (odpovídá grafitu) a smíchání s vodou a gumou (např. z akácie). Až do počátku 19. století si inkoust vyráběli písaři sami, jeho kvalita byla proto rozličná. Jednalo se většinou o duběnkový inkoust, který se skládal ze 4 základních složek: 1. extrakt z duběnky (útvar na listu dubu, vytvářený larvami žlabatek, obsahuje tanin a kyselinu gallovou), 2. vitriol, 3. arabská guma, 4. tekutina (voda, víno, pivo, ocet). Inkoust vznikne až po reakci se železnatými solemi, které ale způsobují „rezavění textu“, až jeho úplné „propadnutí“ - vyleptání papíru (Více článek Duběnkový inkoust). Příměs mědi pak zase způsobuje zelenání textu.
Když začaly být ptačí brky nahrazovány ocelovými pery, nastal problém, neboť duběnkový inkoust kvůli obsaženému síranu železnatém ocelová pera leptal. Bylo proto nutné nahradit duběnkový inkoust novým druhem. Začal se proto vyrábět kampeškový inkoust (extrakt modrého dřeva kampešky + chroman draselný), jehož barva byla fialově černá. Jeho nevýhodou však bylo, že byl poměrně snadno odstranitelný.

## Historické inkousty

### Duběnkový inkoust
Organokovová sloučenina vzniklá reakcí taninu a železnatých solí, byl hlavním inkoustem používaným od 12. stol po 19. stol.
Více viz článek duběnkový inkoust.

### Inkousty na bázi sazí
Nejstarší inkousty, mezi které patří čínská tuš.

### Inkousty z anorganických látek
Například inkoust z rumělky.

## Moderní inkousty
Moderní inkousty do plnících per (nezaměnit s jinými typy inkoustů, jež mohou pero ucpat nebo i poškodit!) jsou v naprosté většině založeny na vodní bázi — běžné inkousty — nebo jde o inkousty pigmentové, jichž se užívá především pro archivní účely. Inkousty na vodní bázi jsou složeny z různých barviv, jež jsou rozpustné ve vodě, a případně dalších příměsí ve vodě rozmíchaných jakožto emulze (nerozpustné kapaliny promíchané s vodou) nebo suspenze (nerozpustné pevné látky promíchané s vodou). Rozpustnost ve vodě je zároveň výhodou — pera lze například snadno mýt — i nevýhodou, protože napsaný text má nízkou až žádnou odolnost vůči poškození při namočení.
Pigmentové inkousty ve vodě rozpustné nejsou a proto po zaschnutí odolávají případnému namočení mnohem lépe.
Kromě vlastní barvy — různých barev a odstínů nabízejí výrobci inkoustů stovky a tisíce — patří k důležitým vlastnostem moderních inkoustů i další optické efekty, o něž jejich výrobci cíleně usilují. Nejdůležitějšími jsou stínování, lesk a třpyt (v angličtině tři „s“: shading, sheening a shimmering):
- stínování je vlastnost inkoustu, kdy mění barvu nebo intenzitu barvy či odstín v závislosti na jeho množství na daném místě — jelikož toto množství se mění dle síly přítlaku a rychlosti tahu, je barva textu ve výsledku nerovnoměrná, což posiluje estetický dojem z ručně psaného textu;
- lesk je, jak název napovídá, schopnost některých inkoustů odrážet po zaschnutí světlo, lesknout se (víceméně kovově), na rozdíl od standardně matných inkoustů jiných;
- třpytu inkoustu se dosahuje přidáním velmi jemných třpytek do inkoustu. S takovými inkousty je třeba zacházet opatrně a dbát na dostatečné a rovnoměrné rozptýlení třpytek zejména při plnění pera (inkoust důkladně, ale jemně a zvolna — aby nevznikly bublinky — promíchat), jinak hrozí jeho ucpání. Při změně takového inkoustu v peru za jiný je pak nezbytné velmi důkladné vyčištění.

### Míchání inkoustů
Někteří uživatelé rádi experimentují a nespokojujíce se s již tak nepřebernou nabídkou barev, odstínů a dalších vlastností komerčních inkoustů zkoušejí si namíchat inkousty vlastní. Pro takovou činnost je však vhodné doporučit, aby si směs vždy nejprve vyzkoušeli v namáčecím peru a pak v nějakém levném plnícím — barviva v inkoustech jsou konec konců chemikálie, jež byly výrobcem vyzkoušeny a pečlivě vyladěny pro konkrétní inkoust, avšak při smíchání s jinými mohou nepředvídatelně reagovat, např. vytvořit viskózní lepivou látku, která pero ucpe a bude se z něho velmi obtížně odstraňovat.